# Mage Solar
Die Mage Solar GmbH (Eigenschreibweise: MAGE SOLAR GmbH) mit Hauptsitz in Ravensburg, Baden-Württemberg, war bis zum 1. März 2016 ein Anbieter von Komplettsystemen bestehend aus Photovoltaikanlagen: poly- und monokristalline Solarmodulen, Montagesystemen, Solarbatterien und Wechselrichtern sowie Leistungen wie Anlagenplanung. Das Unternehmen vertrieb ausschließlich die eigene Modulmarke an Fachhandwerker.

## Struktur
Das 2007 als Mage Solar GmbH gegründete Unternehmen firmierte am 14. März 2011 in Mage Solar AG um; der Freudenstadter Unternehmer Manfred Gehring war über die in den 1970er Jahren von ihm gegründete Mage Industrie Holding AG mit Sitz in Reutlingen bis zur Insolvenz der Mage Industrie Holding AG ihr alleiniger Inhaber. Nach den Schwierigkeiten der Mage Solar Industrie Holding AG im Sommer 2013 begann die Mage Solar AG eine Sanierung in Eigenverwaltung. Diese konnte am 27. Dezember 2013 unmittelbar zur Eröffnung des Verfahrens abgeschlossen werden. Die Mage Solar AG übertrug an diesem Tag das operative Geschäft auf die Mage Solar GmbH, ein Tochterunternehmen der Schulz Group GmbH.

## Internationalität
Das Unternehmen war in Belgien, Frankreich, Griechenland, Großbritannien, Italien, Kroatien, Niederlande, Österreich, Schweiz, Slowakei, Slowenien, Spanien, Tschechien, Türkei aktiv.
Von 2010 bis Dezember 2013 war das Unternehmen mit seinem US-amerikanischen Tochterunternehmen in Dublin, Georgia, ansässig und gründete dort Anfang 2011 eine Solarakademie, um zum Aufbau des Photovoltaik-Know-hows in den USA beizutragen. Im März 2011 startete das Unternehmen die Modulfertigung am US-Standort. Die Aktivitäten in den USA werden seit dem 1. Januar 2014 von „Mage Solar Projects, INC.“ fortgeführt.

## Sponsoring
Das Unternehmen unterstützte von Beginn der Bundesligasaison 2011/2012 bis Ende August 2014 den SC Freiburg als sogenannter „Premiumpartner“. Zum 1. Januar 2012 übernahm Mage Solar das Namensrecht für das Stadion des Dreisamstadions. Am ersten Heimspieltag der Bundesliga-Rückrunde 2011/12 spielte der SC Freiburg gegen den FC Augsburg zum ersten Mal im Mage Solar Stadion. Das Sponsoring und das Namensrecht endeten ordnungsgemäß Ende August 2014.  Anfang des Jahres 2012 weitete das Unternehmen seine Sponsoringaktivitäten international aus und unterstützte den belgischen Fußballverein RSC Anderlecht als Premiumsponsor.